# Thymbra sintenisii
Thymbra sintenisii là một loài thực vật có hoa trong họ Hoa môi. Loài này được Bornm. & Azn. miêu tả khoa học đầu tiên năm 1912.